# Насаждающий закон
«Насаждающий закон» (англ. The Enforcer) — американский фильм нуар режиссёра Британи Виндаста, вышедший на экраны в 1951 году.
Этот фильм был единственным нуаром в карьере Виндаста и его лучшей работой в кино. Более известный своими бродвейскими постановками, Виндаст серьёзно заболел во время съёмочного процесса, и вместо него фильм заканчивал Уолш. Однако Уолш отказался указывать в титрах своё имя, называя фильм работой Виндаста, который умер через два месяца после премьеры.
Звезда жанра нуар Хамфри Богарт сыграл главные роли в таких значимых картинах, как «Мальтийский сокол» (1941), «Касабланка» (1942), «Глубокий сон» (1946), «Ки Ларго» (1948), «В укромном месте» (1950) и многих других. Этот фильм был последним фильмом Богарта для студии «Уорнер бразерс», в фильмах которой он сыграл свои самые звёздные роли.
В основу фильма положены реальные судебные процессы над группой киллеров, получившей в прессе название Корпорация убийств.

## Сюжет
Действие фильма происходит в неназванном крупном американском городе. Значительная часть повествования ведётся с помощью флэшбеков и флэшбеков внутри флэшбеков.
После тщательного расследования помощник окружного прокурора Мартин Фергюсон (Хамфри Богарт) готов выступить в суде в качестве обвинителя по делу против Альберта Мендозы (Эверетт Слоун), который подозревается в том, что возглавляет сеть наёмных убийц. Единственным свидетелем Фергюсона против Мендозы является гангстер Джозеф Рико (Тед де Корсия). Под серьёзной полицейской защитой Рико привозят поздно вечером в здание суда, чтобы на следующий день он мог дать показания. Однако, опасаясь за свою жизнь, Рико в последний момент отказывается выступать в суде. Но Фергюсон напоминает ему, что против него также выдвинуто много обвинений, которые «могут сжечь тебя десяток раз». Вскоре из дома напротив двое снайперов стреляют в Рико, однако охране удаётся его защитить. Придя в себя, Рико нейтрализует своего телохранителя, вылезает в окно на восьмом этаже, проходит по карнизу и пытается перепрыгнуть на балкон соседнего дома. Когда Рико понимает, что перепрыгнуть ему не удастся, он поворачивает назад. Фергюсон протягивает ему руку, однако Рико не удаётся ухватиться достаточно крепко, он срывается, падает вниз и разбивается насмерть. После того единственный ключевой свидетель по делу Мендозы погиб, суд не состоится, и на следующий день Мендоза будет выпущен на свободу. Однако Фергюсон чувствует, что в ходе подготовки к процессу он упустил из внимания некую существенную деталь, благодаря которой обвинение против Мендозы получило бы весомые аргументы. Вместе с капитаном полиции Фрэнком Нельсоном (Рой Робертс) он решает ещё раз изучить все материалы дела и начинает поэтапно восстанавливать все подробности дела…
Некоторое время назад в полицейский участок врывается нервно возбуждённый Джеймс «Дюк» Малой (Майкл Толан), заявляя, что «его заставили убить свою девушку», и рассказывает, что был вынужден выполнить контракт на убийство Нины Ломардо. Влюбившись в неё, он отказался её убивать, но другие киллеры — Том «Филадельфия» Зака, «Биг Бейб» Лазик (Зеро Мостел) и Смайли — заставили его совершить убийство. Понимая, что вслед за этим убьют и его самого, Малой сбежал от банды. Группа следователей вместе с ним выезжает за город, на осмотр места, где, по его словам, было захоронено тело девушки, но находит лишь пустую могилу. Вскоре Малой совершает самоубийство в тюремной камере. 
Нельсон находит Заку и пытается допросить его, но тот оказывается невменяемым, и его вновь помещают в психиатрическую лечебницу. В больнице Нельсон узнает, что Зака еженедельно получает сигареты от Ольги Киршен. Ольга содержит небольшую лавку, и, по её словам, Зака регулярно брал у неё любые товары без оплаты. Ольга указывает полицейским адрес, где живёт Смайли. Однако прибыв к Смайли домой, полиция выясняет, что его квартира сожжена, а сам он погиб в пожаре. Один из зевак на пожаре подсказывает полицейским, где можно найти третьего киллера. Полиция задерживает Биг Бэйба и приводит его в участок, но он отказывается говорить. Под угрозой посадить его жену в тюрьму, а сына сдать в приют, Фергюсон добивается от Лазика признания в том, что он входит в «группу» (киллеров), выполняющую приказы Джо Рико, который в свою очередь получает контракты на убийства по телефону от неизвестной третьей стороны, и только Рико знает, кто является главным боссом. Члены команды киллеров получают регулярную зарплату, а если попадают в тюрьму, то их семьи не остаются без внимания, кроме того, за каждое убийство выплачивается бонус. Киллеры убивают исключительно ради заработка, то есть их нанимают убить кого-либо по заказу другого лица. Соответственно, киллер не попадает в поле зрения полиции, так как у него нет никакого мотива совершать убийство, в то время как заказчик убийства обеспечивает себе идеальное алиби. В своей речи банда использует такие термины, как «контракт» (заказ на убийство) и «хит» (непосредственно убийство), чтобы полиция не могла понять смысл их переговоров.
Фергюсон выясняет, что в больницу с огнестрельными ранениями доставлен некий Томас О’Хара. Во время допроса в больнице О’Хара объясняет, что ему было поручено указать Малою на объект убийства и проследить за выполнением контракта. Однако несколько недель спустя Малой, который влюбился в Нину, подкупил О’Хару и уговорил его позвонить Рико и сообщить, что контракт выполнен. В качестве мести за измену бандиты убили Нину и Малоя, а также попытались убить О’Хару. Нельсон и Фергюсон допрашивают соседку Нины по квартире, Терезу Дэвис (Патриция Джойнер), которая сообщает, что Нину ранее звали Анджела Ветто, и она сменила имя после того, как был убит её отец Тони Ветто. В полицейских архивах Ветто значится как лицо, ставшее свидетелем убийства. Фергюсон и Нельсон вновь приходят в психиатрическую больницу, где кто-то пытался похитить Заку. После того, как Фергюсон обещает ему защиту в обмен на свидетельские показания, Зака признаётся, что по указанию Рико он участвовал в убийстве Ветто, таксиста, который узнал человека, совершившего десять лет назад убийство владельца кафе. Фергюсон получает адрес человека, который отвечал в организации за «захоронение трупов». Он отвозит их на болота, где топил тела убитых. Полиция извлекает из болота десятки тел и начинает их опознание, однако между этими людьми не просматривается никакой связи.
В городе начинаются массовые полицейские облавы, и оставшиеся члены банды вынуждены скрываться в загородном доме. Рико также прячется вместе с ними. Чувствуя надвигающуюся опасность, Рико делает вид, что отправляется в город на выполнение контракта, но на самом деле прячется в зарослях неподалёку. Через некоторое время он видит, как членов его команды убивают два новых киллера, присланных боссом. Чувствуя, что ситуация вокруг него становится всё более рискованной, Рико предлагает Фергюсону встретиться для разговора. Рико рассказывает, что познакомился с Мендозой, когда тот попытался заняться рэктом букмекерских контор, которым занимался бывший работодатель Рико. Впечатлённый избиением, которое устроил ему Рико, Мендоза пригласил его в кафе и объяснил концепцию своего нового бизнеса: убийство за деньги. Мендоза стал главой организации, который принимает заказы, а Рико непосредственно возглавил отряд киллеров, который заказы исполнял. Он рассказывает, что в самом начале их деятельности он стал свидетелем того, как Мендоза лично убил одного владельца кафе. Рико и Мендозу на месте преступления застали Ветто и его юная дочь, и после их смерти никто не сможет подтвердить факт убийства Мендозой владельца кафе. В обмен на освобождение от смертной казни Рико предлагает выступить в суде против своего босса, Альберто Мендозы…
Ближе к утру Фергюсон и Нельсон завершают изучение документов, так и не найдя новых фактов, с помощью которых можно добиться обвинительного приговора против Мендозы. Тогда, в некотором отчаянии Фергюсон идёт в камеру к Мендозе и раскладывает перед ним фотографии его жертв, пытаясь пробудить в нём чувство вины. После того, как Мендоза видит фотографию Нины, он немедленно вызывает своего адвоката, через которого передаёт новый контракт. Тем временем, в очередной раз прослушивая запись признания Рико, Фергюсон обращает внимание на то, что у Анджелы были голубые глаза. Но поскольку у Нины глаза были карими, Фрегюсон понимает, что О’Хара указал не на того человека, передавая заказ Малою. На самом деле, Анджелой является не Нина, а её соседка по комнате Тереза, которая сообщила ему, что Нина была Анджелой Ветто, чтобы дать наводку на убийц, но при этом отвезти угрозу от себя.
Фергюсон и Нельсон срочно приезжают к ней домой, однако она ушла в город за покупками. На торговой улице очень много людей, и найти девушку в толпе практически невозможно. Тогда Фергюсон заходит в музыкальный магазин и через динамики делает оповещение по всей улице, что жизнь Анджелы в опасности и чтобы она немедленно связалась с ним по телефону. Когда Анджела выходит на связь, Фергюсон просит её никуда не уходить и ждать его, а сам посылает полицию в обратном направлении, чтобы увести в сторону киллеров. Один киллер тем не менее всё-таки остаётся и поджидает Фергюсона у магазина. Когда Фергюсон уже приближается к Анджеле, киллер входит в магазин вслед за ним и достаёт оружие. Фергюсон видит его отражение в стекле телефонной будки, стремительно разворачивается и стреляет в него первым, убивая наповал. Прибегает полиция, задержавшая второго киллера. Фергюсон сопровождает Анджелу для дачи показаний в суде против Мендозы.

## В ролях
- Хамфри Богарт — ассистент окружного прокурора Мартин Фергюсон
- Зеро Мостел — «Биг Бейб» Лазик
- Тед де Корсия — Джозеф Рико
- Эверетт Слоун — Альберт Мендоза
- Рой Робертс — капитан Фрэнк Нельсон
- Майкл Толан — Джеймс «Дюк» Малой
- Дон Беддоу — Томас О’Хара
- Тито Вуоло — Тони Ветто
- Джон Келлогг — Винс
- Джек Ламберт — Филадельфия Том Зака

В титрах не указаны
- Грета Гранстедт — миссис Лазич
- Сюзан Кэбот — Найна Ломбардо

## История создания фильма
Хотя события, рассказанные в фильме, носят в основном вымышленный характер, фильм в целом основывается на действительно имевшем место расследовании деятельности группы наёмных убийц, получившей в прессе название «Корпорация убийств». Именно в ходе этого расследования в 1940 году и в ходе слушаний в специальном комитете Сената США по этому вопросу в 1950 году впервые общественности стали известны такие термины, как «контракт» (заказ на совершение убийства) и «хит» (сам акт убийства). Гангстеры использовали эти кодовые слова для того, чтобы полиция не могла догадаться об их планах, в случае телефонного прослушивания.
Прототипом Мартина Фергюсона был ассистент окружного прокурора в Бруклине Бёртон Тэркас, который поддерживал обвинение против нескольких членов Корпорации убийств. Его книга на эту тему была выпущена одновременно с фильмом.
Персонаж Джо Рико создан, вероятно, под впечатлением от реального гангстера Эйба Релиса. Как и Рико, Релис был влиятельной фигурой в Корпорации убийств и должен был свидетельствовать в суде против своего преступного босса, но, был найден мёртвым, выбросившись из окна гостиницы 12 ноября 1941 года. Так и не было окончательно установлено, была ли его смерть убийством или самоубийством.

## Реакция критики
Кинокритик Босли Кроутер написал в «Нью-Йорк таймс» о фильме следующее: "Не менее восьми или десяти полновесных убийств довольно колоритно показаны на камеру, и, возможно, ещё двадцать или тридцать других откровенно подразумеваются в этом фильме. «Насаждающий закон» рассказывает о преступном бизнесе заказных убийств, и бизнес этот крупный. Мистер Богарт и те, кто ассистирует ему в этом фильме — или, точнее, те, кто противостоит ему — играют с очень глубоким смыслом. В качестве жёсткого и безжалостного следователя, который начинает всё сначала и воссоздаёт поток преступлений,… Богарт ведёт себя как джентльмен, привыкший к преступлениям, и его совершенно не смущает их массовость. Он настолько взбудоражен, что иногда кажется, как будто некоторые преступления совершил он сам. Постановочная работа Бретейна Уиндаста наэлектризованная и возбуждающая. Действительно, если бы сюжет был не столь избыточным, а сценарий — более чётким по форме, чего нет у Мартина Рэкина, он бы мог стать ещё одними «Асфальтовыми джунглями».
Журнал «Вэрайети» написал о фильме: «Фильм развивается быстро и увлекательно, рассказывая о попытках Хамфри Богарта передать главу банды киллеров в руки правосудия. Сценарий использует технику флэшбеков для передачи истории, но используется она мудро, чтобы не выдать финал и не разрушить саспенс… Постановочная работа Бретейна Уиндаста очень тщательна, он никогда не упускает возможность заострить моменты саспенса, и постоянно наращивает напряжение».
Журнал «Тайм Аут» написал: «Основанный на разоблачениях Эйба Релиса 1940 года о существовании организации, прозванной „Корпорация убийств“, и вновь напомнивший о себе во время расследования Сенатского комитета Кефовера в 1950 году, этот фильм носил во многом переходный характер от нуара 1940-х годов к фильмам о преступных синдикатах 1950-х годов. Впервые раскрыв жаргон бизнеса убийств (введя в оборот такие слова, как „контракт“, „хит“, „наводка“), фильм также значим использованием многослойной паутины флэшбеков, порождённых допросами ведущего праведную борьбу ассистента окружного прокурора, стремящегося раскрыть таинственные структуры организованной преступности. Погружённый в типично нуаровую ауру страха, снятый Робертом Бёрксом в полу-документальном стиле, с лаконично остроумным сценарием Мартина Рэкина, он лишь изредка выявляет трещины, которые можно ожидать, учитывая, что часть материала доснималась Уолшем (который, в частности, поставил кульминационную сцену перестрелки с киллером в дверях магазина)».
Кинокритик Деннис Шварц написал: «Этот криминальный фильм впервые рассказывает в кино, как работает мафия, и впервые использует такие термины, как „контракт“, „хит“ и „наводка“. Фильм снят в полу-документальном стиле и выглядит скорее как криминальный бандитский фильм, чем как фильм категории нуар, куда отнесло его большинство критиков».